# Deska ze Saint-Bélec
Deska ze Saint-Bélec je kamenný artefakt ze západní Bretaně, který je považován za mapu knížectví z rané doby bronzové. Byla objevena Paulem du Châtellier na pravěkém pohřebišti ve Finistère, kde tvořila součást cistové stavby z mladší doby bronzové. Du Châtellier desku uchovával ve svém domě Château de Kernuz, než se dostala do sbírek Národního archeologického muzea. Byla zapomenuta až do roku 2014, kdy byla znovu objevena ve sklepě zámku. Studie francouzských a britských univerzit a institutů z let 2017–2021 identifikovala desku jako mapu části údolí Odet z rané doby bronzové. Deska je nejstarší známou mapou nalezenou v Evropě a pravděpodobně nejstarší mapou jakéhokoli známého území.

## Historie

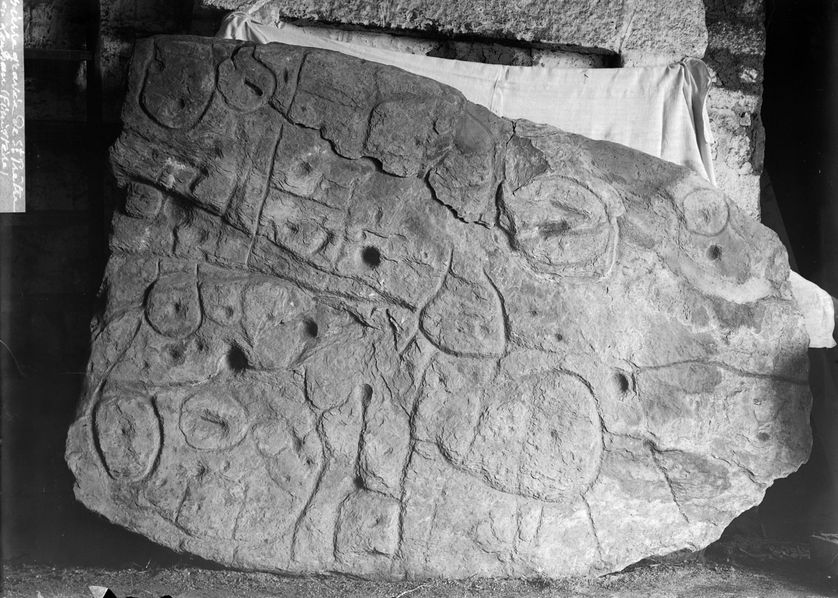
Deska na snímku objevitele, 1901

Desku objevil v roce 1900 Paul du Châtellier na pravěkém pohřebišti ve Finistère v západní Bretani a tvořila stěnu cistového hrobu. Cisterna měřila na délku 3,86 m, na šířku 2,1 m a na výšku 1,86 m a byla orientována ve směru východ-západ. Obsahovala rozbitý keramický hrnec, který se mezitím ztratil, a byla pohřbena pod vrstvami kamenné suti. Zjištěná část desky měřila 2,2 m na délku, 1,53 m na šířku a 0,16 m na výšku a vážila asi jednu tunu. Byla vyrobena z šedomodré břidlice, o níž se předpokládá, že pochází ze skalních výchozů z prekambrického období nalezených poblíž Douarnenezu. Deska byla před pohřbením rozlomena a její horní část chyběla. Neulomená deska mohla být dlouhá asi 3,9 m.
Du Châtellier desku uložil ve svém domě Château de Kernuz. Zdroje se rozcházejí v tom, zda byla deska po du Châtellierově smrti darována Národnímu archeologickému muzeu, nebo zda ji brzy po objevení získalo soukromé muzeum a poté v roce 1924 Národní archeologické muzeum. V obou případech zůstala deska na zámku a až do 1990 byla uložena ve výklenku v zámeckém příkopu, než byla přemístěna do jeho sklepení.

## Výzkum
Deska byla znovuobjevena ve sklepě zámku Kernuz v roce 2014. Vědci, kteří četli původní du Châtellierovy zprávy, nezávisle na sobě dospěli k závěru, že deska představuje ranou mapu, protože se na ní nacházejí složité rytiny. Francouzský národní institut pro preventivní archeologický výzkum, Bournemouthská univerzita, Francouzské národní centrum pro vědecký výzkum a Západobretonská univerzita provedly v letech 2017–2021 společný výzkum desky. Studie byla publikována jako článek v dubnu 2021 v Bulletin de la Société préhistorique française Francouzské prehistorické společnosti.
Bylo zjištěno, že rytiny na desce jsou dobře zachovalé, což naznačuje, že nebyla dlouho vystavena působení vzduchu; studijní tým provedl 3D průzkum a fotogrammetrii, aby je zaznamenal. Rytiny, které jsou tvořeny geometrickými tvary, jako jsou čáry, kruhy a čtverce, byly interpretovány jako mapové symboly představující osady, kurgany a pole. Bylo zjištěno, že symboly na desce odpovídají krajině údolí řeky Odet ve Finistère, přičemž linie jsou použity k znázornění přítoků řeky. Povrch desky byl vyryt tak, aby znázorňoval zvlnění terénu. Vezmeme-li desku jako mapu, zobrazuje oblast o rozměrech přibližně 30 × 21 km s přibližně 80% přesností ve srovnání s moderními mapami.
Studie dospěla k závěru, že mapa pravděpodobně představuje rozlohu politického útvaru, pravděpodobně knížectví z doby bronzové. Centrální kruhový motiv, který se nachází poblíž pramenů Odet, Isole a Stêr Laër, by mohl představovat knížecí území. Mapa pravděpodobně nesloužila k navigačním účelům, ale jako výraz moci. Může se jednat o katastrální plán spojený se zavedením nového typu pozemkové držby v knížectví; některé značky na mapě mohou znázorňovat užívání nebo vlastnictví půdy. Vytvoření mapy dokládá silně hierarchizovanou politickou organizaci, která pravděpodobně vykonávala silnou kontrolu nad zobrazeným územím po několik století.
Deska byla zhotovena v mladší době bronzové (2150–1600 př. n. l.), což z ní činí nejstarší známou mapu v Evropě a "pravděpodobně nejstarší mapu území, která byla identifikována". Je zhruba současná s nebeským diskem z Nebry, mapou vesmíru nalezenou v dnešním Německu. Deska ze Saint-Bélec byla rozbita a znovu použita jako součást cisterny ke konci mladší doby bronzové, asi 1900–1600 př. n. l. Její zničení mohlo být obrazoboreckým aktem, který demonstroval formální odmítnutí předchozího politického útvaru.